# NGC 7467
NGC 7467 is een elliptisch sterrenstelsel in het sterrenbeeld Pegasus. Het hemelobject werd op 23 oktober 1864 ontdekt door de Duitse astronoom Albert Marth.

## Synoniemen
- MCG 2-58-57
- ZWG 430.53
- NPM1G +15.0597
- PGC 70310